# Shishugounykus
Shishugounykus („dráp ze souvrství Š'-šu-kou“) byl rod teropodního dinosaura z kladu Alvarezsauroidea, který žil v období střední až svrchní jury (geologický stupeň oxford, asi před 160 miliony let) na území dnešní západní Číny (oblast Džungarie, geologické souvrství Š'-šu-kou).

## Objev a popis
Fosilie tohoto dinosaura byly objeveny v sedimentech bohatého fosiliferního souvrství Š'-šu-kou (anglicky Shishugou, odtud rodové jméno dinosaura).
Druhové jméno inexpectus znamená doslova "neočekávaný" a odkazuje k nečekané skutečnosti, že se jedná již o třetího zástupce alvarezsaurů z tohoto souvrství (ostatní dva druhy jsou Haplocheirus solers a Aorun zhaoi). Fosilie tohoto teropoda (holotyp v podobě nekompletní kostry s označením IVPP V23567) byly formálně popsány mezinárodním týmem paleontologů v srpnu roku 2019.

## Anatomie
Shishugounykus vykazuje množství evolučně primitivních znaků, stejně jako některé vyspělé anatomické prvky na kostře předních končetin (například počátek typické redukce kostních elementů předních končetin, zejména prstních článků). Je tak příkladem tzv. mozaikovité evoluce.